# Reserva natural especial de Güigüí
Güigüí, Güi-Güi o Guguy es un macizo montañoso del sector costero del centro-oeste de la isla de Gran Canaria (Canarias, España). Se integra en el término municipal de La Aldea de San Nicolás. Está protegido como reserva natural especial
y área de sensibilidad ecológica con 2920,9 ha.
La reserva linda por el oeste con el parque rural del Nublo. El 7 de septiembre de 2021 el Cabildo de Gran Canaria y la Consejería de Transición Ecológica del Gobierno de Canarias presentaron una propuesta al Ministerio para la Transición Ecológica y el Reto Demográfico para su declaración como parque nacional.

## Descripción
La reserva natural especial de Güigüí es, debido a su inaccesibilidad, un espacio con óptimo estado de conservación. La comarca está delimitada de forma natural por una serie de montañas que la aíslan del valle de La Aldea, con un relieve muy acusado, de barrancos encajados y antiguos pertenecientes al primer ciclo de la Paleocanaria, el volcán en escudo que originó la isla. Aquí se encuentra el tubo volcánico más antiguo de España, de 14,5 millones de años, en el que habita una fauna cavernícola única.
Su abrupta costa acantilada se suaviza en desembocaduras de barrancos con playas de cantos y arena, con dos grandes ámbitos de vegetación climática enriquecida con otras comunidades de cantiles rezumantes y barrancos con masas de agua permanentes o temporales. Alberga una interesante muestra del cardonal-tabaibal y restos del bosque termófilo, con endemismos amenazados exclusivos del espacio y avifauna destacada.
Existen yacimientos arqueológicos en la montaña de Hogarzales o Fortaleza de Ajódar de los aborígenes de Gran Canaria. En Güigüí tuvieron lugar enfrentamientos durante la conquista de la isla.[cita requerida]
Forma parte de la Red Canaria de Espacios Naturales Protegidos y de la Red Natura 2000 como Zona Especial de Conservación (ZEC).

## Geología
Güigüí es un espacio ocupado por una crestería central, Montaña de Hogarzales y Montaña del Cedro, de la que parten profundos barrancos encajados debidos a la erosión y separados por estrechos interfluvios en cresta y aspecto escalonado en las laderas, descendiendo de los 1000 metros hasta el nivel del mar en menos de 5 km.
Se encuentran aquí materiales del ciclo volcánico más antiguo de la isla, formaciones basálticas que pueden alcanzar una potencia superior a los 1000 metros, y las traquiriolíticas extracaldera, encima de los anteriores, que agrupan los materiales sálicos desbordados del dominio de la Caldera de Tejeda. Aparecen además numerosos diques con buzamientos de subverticales a verticales, junto a materiales sedimentarios de depósitos detríticos de aluviales antiguos y terrazas, depósitos de barranco, de playa y derrubios de ladera.
En cuanto a la costa, los acantilados con su rasa marina asociada determinan escarpes pronunciados, entre los cuales se encuentran las playas de arena oscura de Güigüí Chico (350 metros) y Güigüí Grande (360 metros), a las que se tiene que acceder caminando más de dos horas por medio de una montaña o en barca.

## Flora
Su nombramiento como ZEC se debe a que alberga especies endémicas como el corazoncillo de Andén Verde (Lotus callis-viridis) y hábitats de interés comunitario como matorrales termomediterráneos y pre-estépicos, palmerales de Phoenix, bosques de Olea y Ceratonia, bosques mediterráneos endémicos de Juniperus ssp., y campos de lava y excavaciones naturales.
Se han inventariado en este espacio cerca de 250 taxones de flora vascular, siendo el macizo un impresionante refugio florístico con especies endémicas exclusivas de Gran Canaria como el cabezote (Cheirolophus falcisectus), el ya mencionado corazoncillo de Andén Verde, la mostaza de Guayedra (Descurainia artemisioides) o el algafitón de Tamadaba (Dendriopoterium menendezii). La variedad del relieve crea dos grandes ámbitos de vegetación diferenciados, por debajo y por encima de los 700 m s. n. m. además de barrancos o cantiles húmedos.
Por encima de los 700 m s. n. m. y cantiles y andenes más elevados, destacamos ejemplares testimoniales de pino canario (Pinus canariensis), junto a escobones (Chamaecytisus proliferus ssp. meridionalis), tomillos (Micromeria lanata y M. tenuis), y endemismos como el algafitón, la magarza de cumbre (Argurantemum adauctum ssp. gracile) y la salviablanca de cumbre (Sideritis dasygnaphala), entre otros.
Las formaciones termoesclerófilas se representan con acebuches (Olea cerasiformis), almácigos (Pistacia atlantica), palmera canaria (Phoenix canariensis), sabinas (Juniperus turbinata ssp. canariensis) y cedros (J. cedrus). En los riscos más elevados del sector NE, aparecen especies asociadas al monteverde como el brezo (Erica arborea), el peralillo (Maytenus canariensis) y el laurel o loro (Laurus novocanariensis).
Por debajo de los 800-700 m s. n. m. aparece el tabaibal-cardonal junto la tabaiba de tolda (Euphorbia aphylla), la tabaiba amarga (E. regis-jubae), el taginaste blanco (Echium deicasnei), el verode (Kleinia neriifolia), entre otros. En la franja litoral aparecen comunidades halófilas como los tabaibales de tolda, las magarzas (Argyranthemum ssp.), siemprevivas como la de Amagro (Limonium sventenii) y en las cotas de playa, vegetación psamófila como la uvilla de mar (Tetraena fontanesii), la aulaga (Launaea arborescens), el salado verde (Schizogyne glaberrina) y el incienso morisco (Artemisia ramosa), entre otras.
En los cauces de barrancos aparecen cañaverales (Arundo donax), especie invasora, junqueras (Juncus ssp.), carrizos (Phragmites australis) y aneas (Typha domingensis), junto importantes poblaciones de palmera canaria (Phoenix canariensis), además de numerosas especies de sustitución de pinar, termoesclerófilos y especies nitrófilas.

## Fauna

### Vertebrados
Los anfibios están representados por la ranita meridional (Hyla meridionalis) y la rana común (Pelophylax perezii), en hábitats con presencia de agua. Los reptiles lo forman especies endémicas de la isla como el lagarto gigante de Gran Canaria (Gallotia stehlini), la lisa de Gran Canaria (Chalcides sexlineatus sexlineatus) y el perinquén de Boettger (Tarentola boettgeri).
La avifauna son los vertebrados mejor representados con una gran variedad de hábitats como aves ligadas a las aguas de los barrancos como la paloma bravía (Columba livia livia), el mirlo canario (Turdus merula cabrerae), la alpispa (Motacilla cinerea canariensis) y el petirrojo (Erithacus rubecula superbus).
En zonas antropizadas y laderas de barrancos con especies como la paloma bravía, la alpispa, el petirrojo, el cernícalo canario (Falco tinninculus canariensis), la tórtola común (Streptopelia turtur), la abubilla (Upupa epops), el bisbita caminero (Anthus berthelotii), el mosquitero canario (Phylloscopus canariensis), entre otros.
Al nivel del mar y en ambientes de playas y costas, con presencia de dormideros de gaviotas y visitas ocasionales de la garceta común (Egretta garzetta), el zarapito trinador (Numenius phaeopus), el chorlitejo patinegro (Charadirus alexandrinus), el chorlitejo chico (Ch. dubius), el correlimos tridáctilo (Calidris alba), el correlimos común (C. alpina), el charrán común (Sterna hirundo) y la gaviota patiamarilla (Larus michahellis atlantis).
Los acantilados son espacios valiosos de nidificación de la pardela cenicienta (Calonectris diomedea borealis), del águila pescadora o guincho (Pandion haliaetus), del halcón tagorote (Falco pelegrinoides), del paiño común (Hydrobates pelagicus) y del petrel de Bulwer (Bulweria bulwerii). En los barrancos escarpados con grietas y cuevas nidifican el busardo ratonero (Buteo buteo insularum), el búho chico (Asio otus canariensis), el cuervo canario (Corvus corax canariensis), el vencejo unicolor (Apus unicolor), el camachuelo trompetero (Bucanetes githagineus amantum)  y el cernícalo canario.
Mientras que en lo matorrales de cardonal-tabaibal habitan especies como la curruca tomillera (Sylvia conspicillata orbitalis), el alcaudón real (Lanius meridionalis koenigi), el camachuelo trompetero, el bisbita caminero, la perdiz, el gorrión chillón (Petronia petronia maderensis), el canario (Serinus canarius), la tórtola común o la abubilla. Entre los restos de bosque termófilo la curruca cabecinegra (Sylvia melanocephala leucogastra), el capirote (Sylvia atricapilla heineken), el herrerillo (Parus teneriffae hedwigii) y el canario.
Entre los mamíferos destacar el murciélago montañero (Hysugo savii), y especies invasoras y nocivas como el conejo, el erizo moruno, el ratón, la rata y la cabra asilvestrada, esta última muy dañina, además del gato cimarrón como depredador nocivo de aves y reptiles endémicos.

### Invertebrados
La fauna invertebrada del espacio es muy abundante y variada, con numerosos endemismos grancanarios y canarios. 
Entre los moluscos gasterópodos exclusivos de la isla se encuentran la chuchanguita (Napaeus josei), los nemátodos por la Meloidogyne javanica, los arácnidos con 5 especies exclusivas de Gran Canaria y la Calyptophthiracarus canariensis y la Hermanniella laurisilvae como endemismos del archipiélago y otras especies de arañas.
Los insectos son los mayor representados, los coleópteros con más de 8 especies endémicas exclusivas y 5 del archipiélago; los dermápteros con especies como la tijereta de culo claro (Labidura riparia) o la mosca nasal de la oveja (Oestrus ovis); los hemípteros con 7 especies endémicas canarias; los malacostráceos anfípodos con una especie endémica canaria, la melita de fuente (Pseudoniphargus fontinalis); y por último, el diplópodo endémico grancanario milpiés (Dolichoiulus architheca).